# Ardning
Ardning osztrák község Stájerország Liezeni járásában. 2017 januárjában 1227 lakosa volt.

## Elhelyezkedése

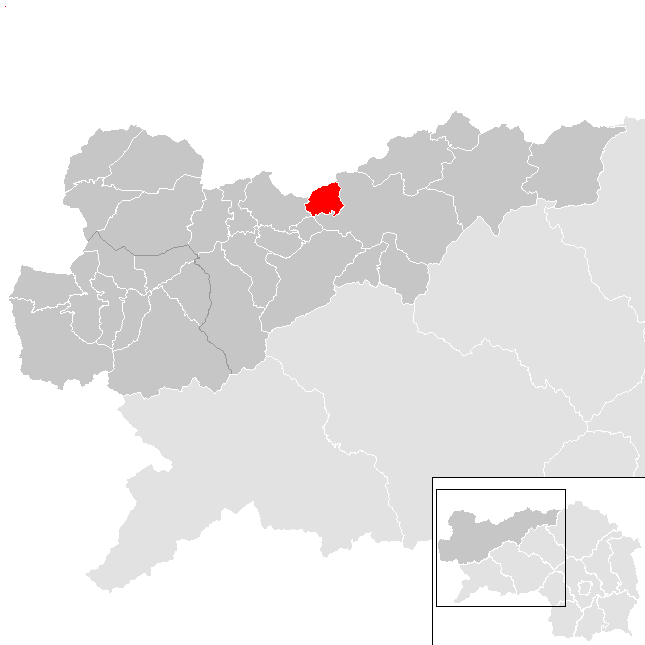
Ardning a Liezeni járásban

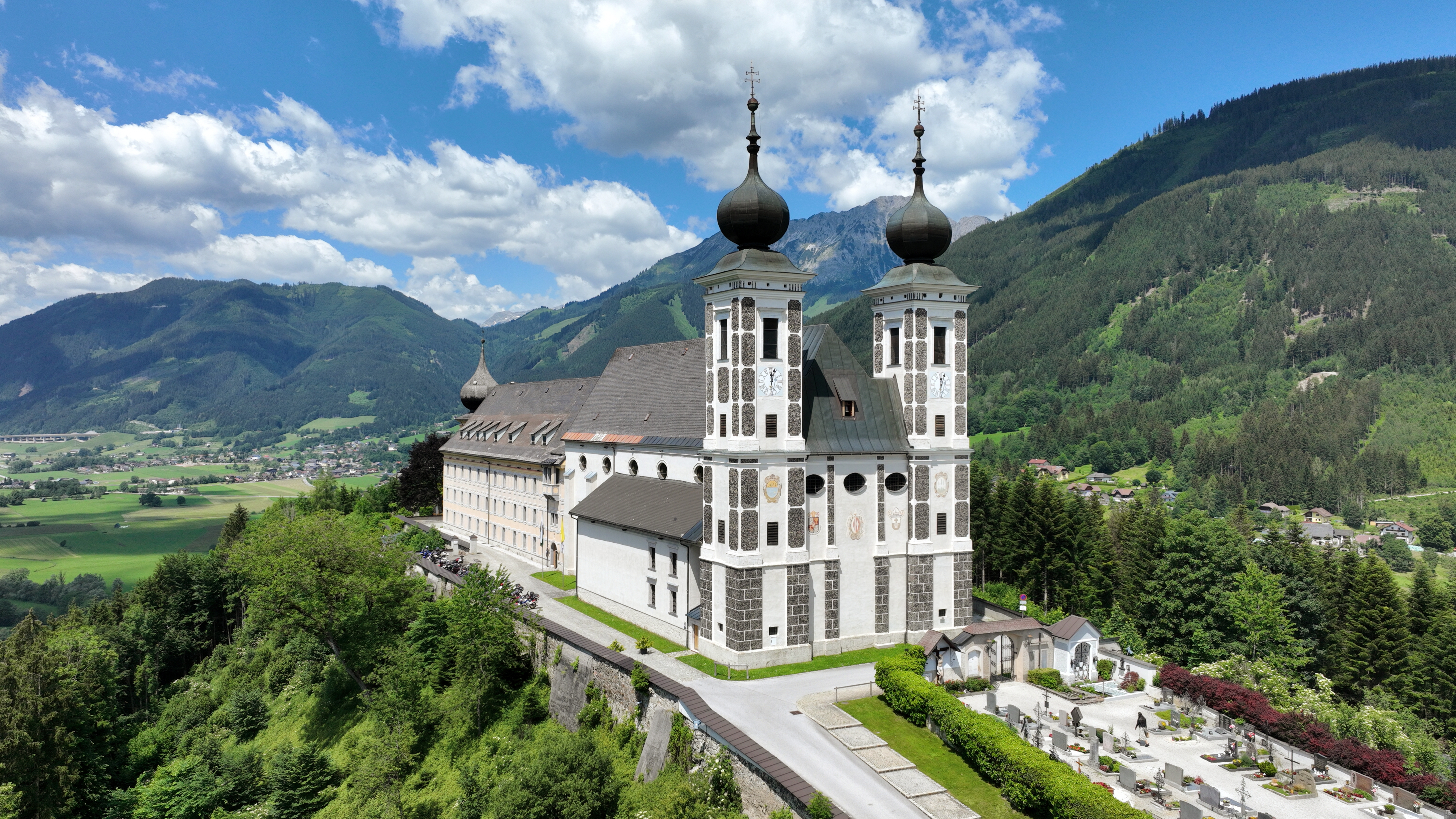
A frauenbergi Mária-kegytemplom

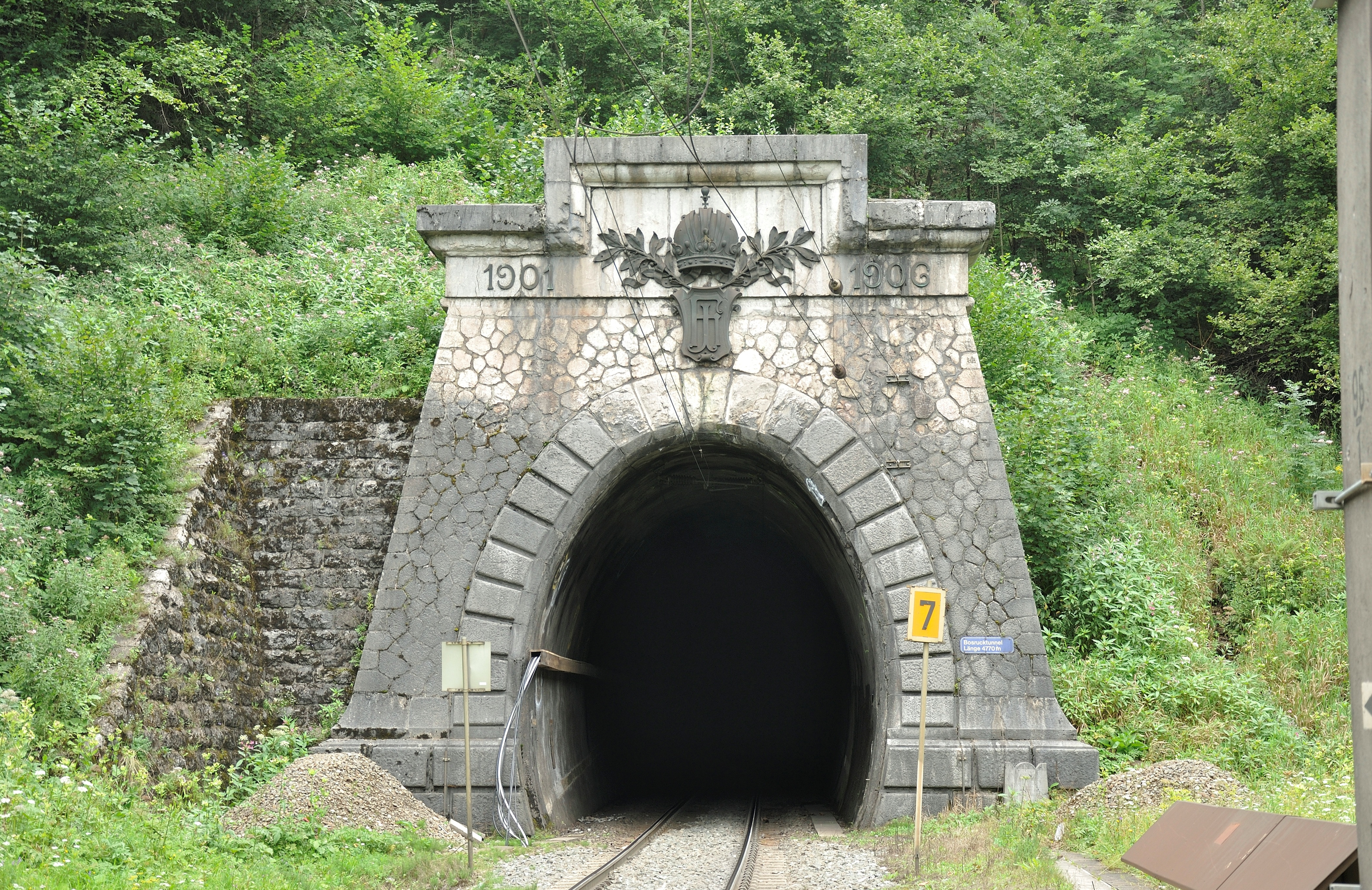
A Bosruck-alagút déli kijárata

Ardning Felső-Stájerország északi részén fekszik, az Enns völgyében, a folyótól északra. Egyéb folyóvizei az Ardningbach, a Brunnbach és a Metschitzbach. Területén található a védett Pürgschachen-Moor láp. Az önkormányzat egyetlen katasztrális községben 3 települést egyesít: Ardning (787 lakos), Frauenberg (286 lakos) és Pürgschachen (154 lakos).
A környező önkormányzatok: keletre Admont, délnyugatra Selzthal, nyugatra Liezen, északra Spital am Pyhrn (Felső-Ausztria).

## Története
Ardning első írásos említése 1077-ből származik "Arnich" formában. Neve feltehetően szláv eredetű. A falu az 1074-ben alapított admonti kolostor birtoka volt. Templomának alapítási ideje nem ismert, de a 13. században már történik rá utalás. 1410-ben az admonti apát gótikus stílusban átépíttette.
A hagyomány szerint 1404-ben találták meg az Enns partján, a Kulm domb tövében azt a fából faragott Mária-szobrot, amely számára kápolnát építettek a dombon (amelyet hamarosan már Frauenbergnek neveztek). A kápolna hamarosan kedvelt búcsújáróhellyé vált, így gótikus kőtemplomot emeltek a helyén. A kegytemplomot 1682-ben barokk stílusban átépítették.
1946-ban a közeli vasút mozdonyának szikrái felgyújtották a templomot és a plébániát és pótolhatatlan késő gótikus és barokk műkincsek semmisültek meg a tűzben.

## Lakosság
Az ardningi önkormányzat területén 2017 januárjában 1227 fő élt. A lakosságszám 1991-ig növekedő tendenciát mutatott, azóta 1220 körül stabilizálódott. 2015-ben a helybeliek 96,8%-a volt osztrák állampolgár; a külföldiek közül 1,3% a régi (2004 előtti), 1,1% az új EU-tagállamokból érkezett. 2001-ben a lakosok 89%-a római katolikusnak, 4,8% evangélikusnak, 4,2% pedig felekezet nélkülinek vallotta magát. Ugyanekkor egy magyar élt a községben.

## Látnivalók
- a Keresztelő Szt. János-plébániatemplom és a plébánia
- a frauenbergi Szűz Mária-kegytemplom
- a vasúti Bosruck-alagút déli kijárata 1906-ban készült el

## Híres ardningiak
- Günter Brus (1938–2024) képzőművész, író

## Fordítás
- Ez a szócikk részben vagy egészben  az   Ardning című német Wikipédia-szócikk ezen változatának fordításán alapul.  Az eredeti cikk szerkesztőit annak laptörténete sorolja fel. Ez a jelzés csupán a megfogalmazás eredetét és a szerzői jogokat jelzi, nem szolgál a cikkben szereplő információk forrásmegjelöléseként.